# La Muette de Portici
La Muette de Portici és una òpera en cinc actes de Daniel Auber, amb llibret d'Eugène Scribe i Germane Delavigne. S'estrenà a l'Académie Royale de Musique (Salle de la rue Le Peletier) el 29 de febrer de 1828.
L'obra té un important lloc en la història de la música, ja que generalment es considera la primera grand opéra francesa.

## Representacions
L'òpera es va representar per primera vegada a la Salle Le Peletier de l'Òpera de París el 29 de febrer de 1828. El paper de Masaniello el va interpretar el famós tenor Adolphe Nourrit i la Princesa Elvire va ser cantada per Laure Cinti-Damoreau. La ballarina Lise Noblet va interpretar el paper titular de la muda, un personatge que va ser assumit per altres ballarines com Marie Taglioni i Fanny Elssler, també l'actriu Harriet Smithson (la futura esposa d'Hector Berlioz). El director de l'estrena va ser François Antoine Habeneck.
Va ser reposada a París immediatament després de la Revolució francesa de Juliol de 1830. Més tard, en una representació d'aquesta òpera al Théâtre de la Monnaie, Brussel·les el 25 d'agost de 1830, va esclatar una revolta que va esdevenir el senyal de partida de la Revolució belga, que va portar a la independència de Bèlgica.

## Argument
L'òpera es basa vagament en l'alçament històric de Masaniello contra el govern espanyol a Nàpols el 1647.

### Acte I
S'inicia amb les noces d'Alphonse, fill del virrei de Nàpols, amb la princesa espanyola Elvire. Alphonse, que ha seduït i abandonat a Fenella, la germana muda del pescador napolità Masaniello, està turmentat per dubtes i remordiments, tement que ella s'hagi suïcidat. Durant la festa Fenella busca protecció enfront del virrei, que l'ha mantingut empresonada durant un mes. Escapa de la presó i narra la història de la seva seducció mitjançant gestos, mostrant un mocador que el seu amant li va regalar. Elvire promet protegir-la i va a l'altar, amb Fenella intentant seguir-la en va. A la capella Fenella reconeix al seu seductor en el nuvi de la princesa. Quan els nuvis surten de l'església, Elvire presenta Fenella al seu espòs i descobreix a partir dels gestos de la muda que ell era el seu amant infidel. Fenella fuig, deixant a Alphonse i Elvire dolguts i desesperats.

### Acte II
Els pescadors, que s'havien lamentat en silenci de la tirania, comencen a reunir-se. Pietro, l'amic de Masaniello, ha buscat en va a Fenella, però al final ella apareix per decisió pròpia i confessa els seus errors. Masaniello s'enfuria i jura venjar-se, però Fenella, que encara estima a Alphonse, no esmenta el seu nom. Després Masaniello incita els pescadors a agafar les armes i jurar guanyar a l'enemic del seu país.

### Acte III
En el mercat de Nàpols, on la gent va i ve, venent i comprant, mentrestant oculten el seu propòsit sota una aparença de goig i despreocupació. Selva, l'oficial de la guàrdia del virrei, de qui Fenella ha escapat, la descobreix i intenta arrestar-la de nou, el que provoca que esclati la rebel·lió, en la qual el poble surt victoriós.

### Acte IV
Fenella va a l'allotjament del seu germà i descriu els horrors que estan esdevenint a la ciutat. El relat omple el seu noble cor de dolor i disgust. Quan Fenella es retira a descansar, Pietro entra amb els seus camarades i intenta incitar a Masaniello a noves gestes, però ell només vol llibertat i es fa enrere davant l'assassinat i la crueltat. Li diuen que Alphonse s'ha escapat i que estan disposats a agafar-lo i matar-lo. Fenella, que els escolta, decideix salvar al seu amant. Llavors Alphonse truca a la porta i prega que li doni asil. Entra amb Elvire, i Fenella, encara que al principi està disposada a venjar-se del seu rival, la perdona pel bé d'Alphonse. Masaniello, en entrar, assegura als estranys la seva protecció i fins i tot quan Pietro posa de manifest que Alphonse és el fill del virrei, Masaniello s'até a la seva promesa sagrada. Pietro i els seus camarades conspiradors el deixen, plens d'odi i ira. Mentrestant, el magistrat de la ciutat presenta a Masaniello la corona reial i el proclama Rei de Nàpols.

### Acte V
Pietro amb els altres pescadors es troben davant el palau del virrei. Confia a Moreno que ha administrat un verí a Masaniello per castigar-lo per la seva traïció, i que aviat morirà el Rei per un dia. Mentre parla, Borella entra precipitadament parlant de tropes de refresc que marxen contra el poble amb Alphonse al capdavant. Sabent que només Masaniello pot salvar-los, els pescadors li demanen que assumeixi el comandament de nou i Masaniello, encara mortalment malalt i delirant, accepta la seva proposta. Té lloc un combat, mentre el Vesuvi entra en erupció. Masaniello cau en l'acte de salvar la vida d'Elvire. En sentir aquestes terribles notícies Fenella es llança a la terrassa, des d'on es llença a l'abisme que queda sota, mentre que els nobles fugitius s'apoderen de nou de la ciutat.

## Anàlisi musical
La Muette de Portici va ser innovadora en diversos sentits. Primer, va marcar la introducció del mim i el gest en l'òpera com a parts íntegres d'una trama operística (encara que aquests formats eren coneguts de l'audiència parisenca pel ballet i el melodrama). La seva ambientació històrica, les implicacions polítiques liberals, l'ús de melodies populars, el maneig de gran orquestra i cors i espectaculars efectes escènics van fer que aquesta obra destaqués de forma immediata respecte als tipus precedents d'òpera, guanyant-se més endavant el títol de la primera del gènere de la grand opéra. El nou gènere es va veure consolidat per l'obra Guillaume Tell  (Rossini, 1829) i Robert le diable (Meyerbeer, 1831).

## Influències
La Muette de Portici va tenir un paper principal a l'hora d'establir el gènere de la grand opéra. Molts dels seus elements -l'estructura en cinc actes, l'obligada seqüència de ballet, l'ús d'espectaculars efectes especials, el centre en les passions romàntiques amb un teló de fons històric- es convertirien en trets típics de la forma per a la resta del segle xix. La grand opéra tindria un paper encara més important en la carrera posterior del llibretista que en la del compositor. Auber va compondre tres obres del gènere: Le Dieu et la bayadère (1830), Gustave III (1833) i Le lac des fées (1839). Però la seva fama quedaria eclipsada per les grans òperes per a les quals Scribe proporcionaria el llibret: de Meyerbeer, Robert le diable (1831) i Les Huguenots (1836) i de Halévy La Juive (1835). Malgrat tot, l'obra pionera d'Auber va cridar l'atenció del jove Richard Wagner, que estava desitjant crear una nova forma de drama musical. Aquest va assenyalar que a La Muette de Portici, "les àries i els duets en sentit estricte difícilment es detecten ja, i certament, amb l'excepció d'una sola ària de prima-donna en el primer acte, no apareix cap que es pugui anomenar així; en cada moment era un conjunt de tot l'acte el que cridava l'atenció i se t'emportava... ".